# アタック・ナンバーハーフ
『アタック・ナンバーハーフ』（泰: สตรีเหล็ก, Satree-Lex、英: The Iron Ladies）は、2000年に制作されたタイのコメディ映画。
タイで実在したKathoey（ゲイやトランスジェンダー）のバレーボールチーム“サトリーレック”（＝鋼鉄の淑女）が、差別や偏見を乗り越えて大会に勝利するまでを描く実話。邦題は『アタックNo.1』からとったもので、原作者の浦野千賀子の承諾を得たうえで付けられた。
2002年には、続編となる『アタック・ナンバーハーフ2 全員集合!』が製作された。さらに2014年に『アタック・ナンバーハーフ・デラックス』が製作された。

## ストーリー
タイの国体出場を目指すバレーボール選手のジュンとモンは、ゲイの異性装者であることを理由に仲間から蔑まれ、地区選抜にすら出させてもらえない。
そんな時、新たに女性のコーチが就任。彼女もまた性的少数者という理由で差別と偏見に晒されてきたのだった。
彼らは友人達を誘い、前代未聞のバレーボール・チームを誕生させる…。

## キャスト
- ジェッダーポーン・ポンディー（チャイ）（花輪英司）
- サハーパープ・ウィーラカーミン（モン）（成田剣）
- エーカチャイ・ブーラナパーニット（ウィット）（成瀬誠）
- ジョージョー・マイオークチィ（ノン）（松本大）
- チャイチャーン・ニムプーンサワット（ジュン）（山口勝平）
- ゴッゴーン・ベンジャーティグーン（ピア）（天田真人）
- シリタナー・ホンソーポン（ビー監督）（田中真弓）
- プロマシット・シッティジャムロゥンクン（エイプリル）（後藤史彦）
- シッティポン・シッティジャムロゥンクン（メイ）（佐藤晴男）
- アヌチャー・ジャゲーオ（ジューン）（坂口候一）

## 受賞
- ベルリン国際映画祭 - Siegessäule読者賞・他
- トロント国際映画祭 - ディスカバリー賞 第2位
- ダブリン・ゲイ&レズビアン映画祭 - 観客賞
- ニューヨーク・レズビアン&ゲイ映画祭 - 観客賞
- サンフランシスコ国際レズビアン&ゲイ映画祭 - 観客賞

　他